# 日本齿科大学新潟短期大学
日本齿科大学新潟短期大学（日语：／ Nihon Shika-Daigaku Niigata Tanki Daigaku *）是一所位于日本新潟县新潟市中央区的私立短期大学。

## 概要

### 简介
- 学校最早可以追溯到1983年[1]。短期大学为于1987年开办[1]、由学校法人日本齿科大学经营[2]。招収只女学生[2]。

### 历史
- 1987年 日本齿科大学新潟短期大学成立并同时设置牙科卫生学科[注 1]。
- 1997年 牙科卫生学专攻成立。
- 2002年 牙科卫生学科的学制从2年延长至3年。

### 宪章
- 请参看日本齿科大学新潟短期大学的标志 （页面存档备份，存于） （日語） 2015年8月16日阅览。

## 学校环境
- 校区：在新潟县新潟市中央区

## 组织

### 学科
- 牙科卫生学科[注 1]

### 专科
- 牙科卫生学专攻

### 业余课程
- 没有